# 规则间海参
规则间海参（学名：Mesothuria regularia）为辛那参科间海参属的动物。分布于印度尼西亚、菲律宾，包括南海等海域，一般栖息于水深448-818米的沙底。该物种的模式产地在印度尼西亚。